# Schloss Aigenegg

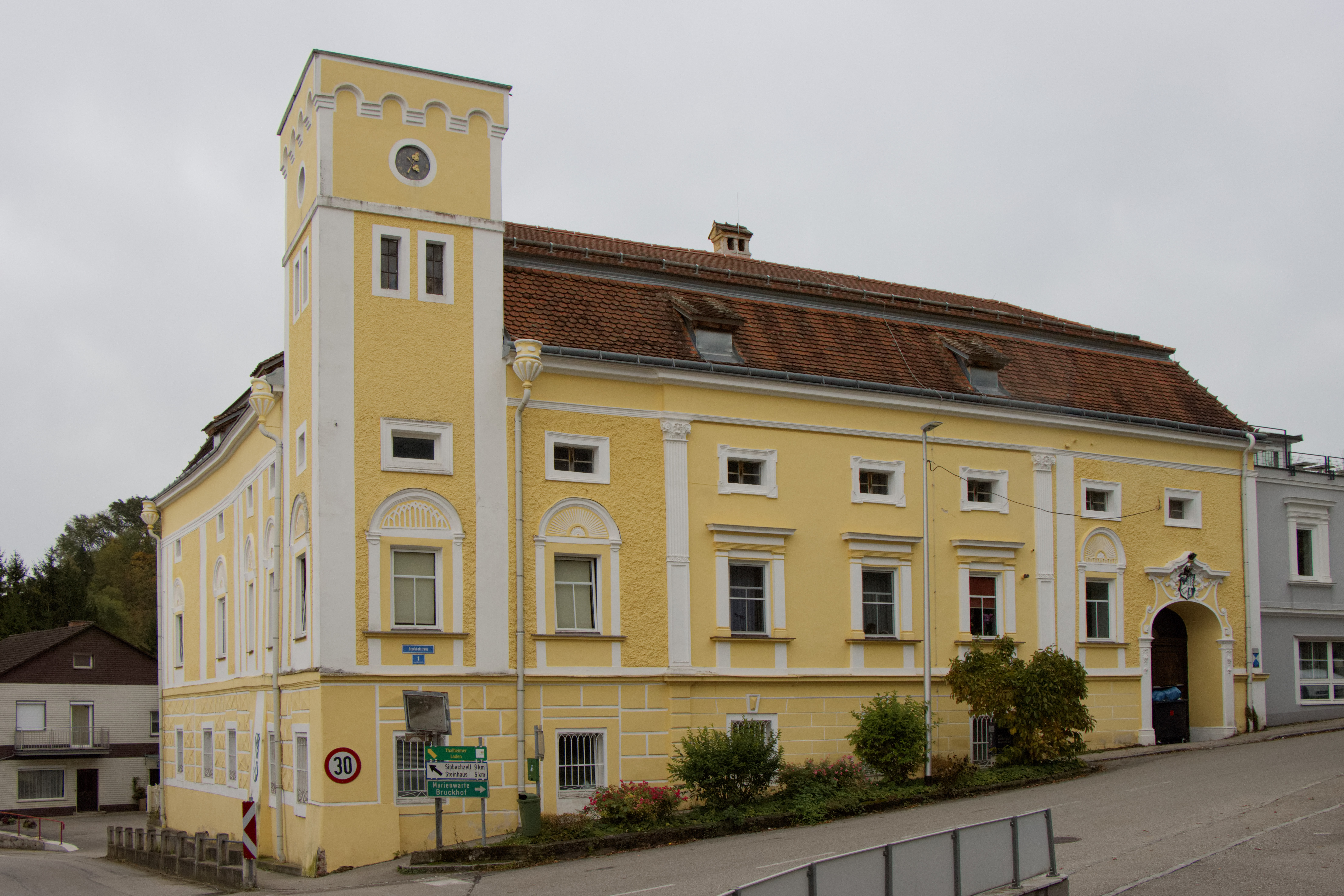
Schloss Aigenegg

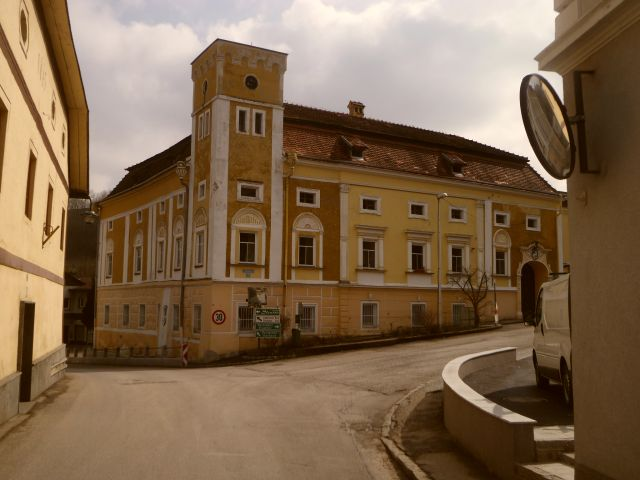
Gesamtansicht

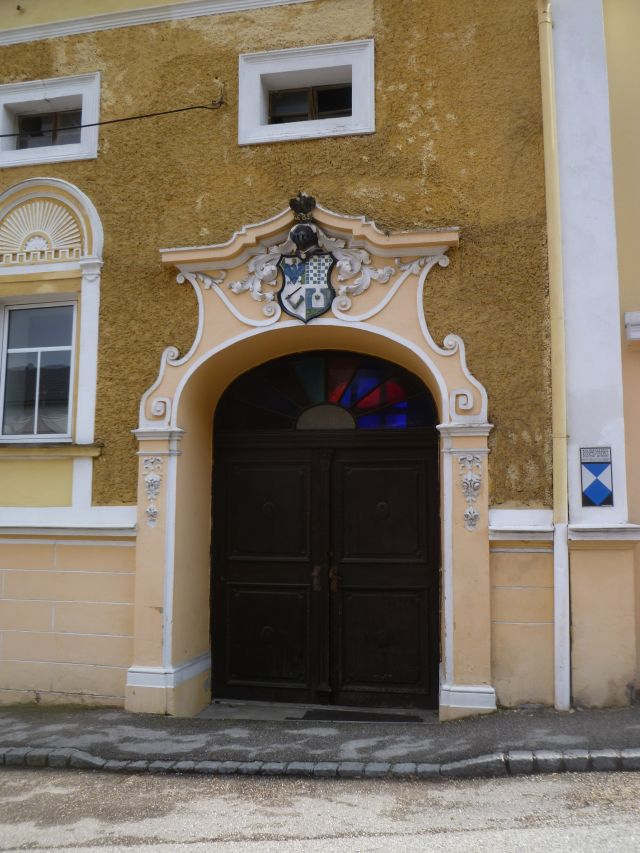
Portal

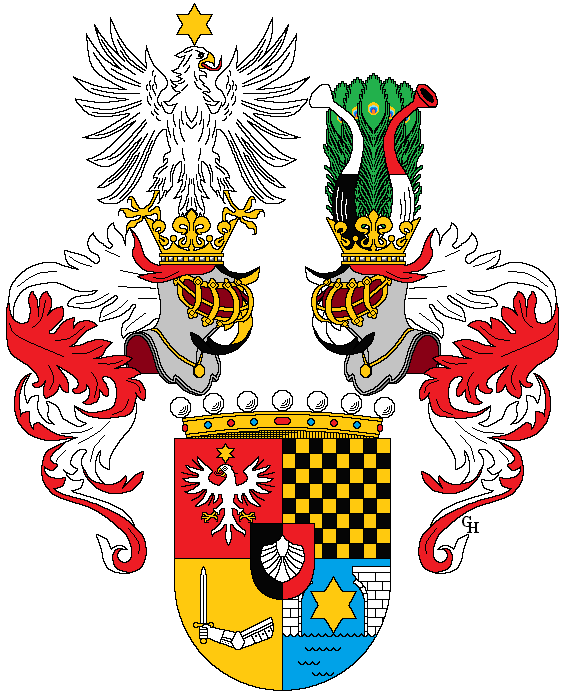
Wappen der Familie Gartner von Romansbrück

Das Schloss Aigenegg (auch Aicheck) liegt in der Gemeinde Thalheim bei Wels in Wels-Land in der Bruckhofstraße 1. Seine heutige Gestalt als Schloss erhielt das Gebäude zwischen 1910 und 1913. Zuvor war es eine Brauerei und ein Landgut.

## Geschichte des Schlosses
Ursprünglich lag am Ort des Schlosses ein Gutshof des Stiftes Kremsmünster, der 1354 an den Welser Bürger Hartneid Krämer verkauft wurde. Wolf Weinbergmayr erbaute hier im Jahre 1610 eine Brauerei. Er war ein Bauernführer während des Bauernkrieges und wurde von Stefan Fadinger 1626 zu Verhandlungen zu Kaiser Ferdinand II. gesandt. 1629 erhielt Weinbergmayr die Braugerechtigkeit. Ein weiterer Besitzer der Brauerei, die damals zur Zunft nach Lambach gehörte, war 1701 Georg Obauer, nach ihm sein Sohn Johann Josef, danach Josef Georg Obauer. Der letzte Obauer starb 1831. Damals wurden jährlich etwa 4000 Eimer Bier gebraut. Der eingeheirate Michael Kiener verkaufte die Brauerei 1846 an Alois Wieser. Weitere Besitzer waren 1906 Josef Rohrhofer und 1908 Anton Reisegger. Unter diesem kam die Brauerei an die Braugenossenschaft Wels, und der Thalheimer Betrieb wurde stillgelegt. 
Bereits im 19. Jahrhundert wurde das Gebäude „Schloss Aicheck“ genannt. Der k.u.k. Geheimen Rat und General der Infanterie i. R. Anton Gartner von Romansbrück erwarb 1910 Aigenegg durch Tausch von den Brangen. Er erneuerte den Dachstuhl erbaute einen Turm. 1913 kam das Schloss an Josefine Gilnow, 1922 durch Kauf an Moritz Maas, 1923 an Thomas Weber, 1924 an Hans Kierner, 1929 an Heinrich Voraberger und 1955 an Josef Eska, Handschuhfabrikant aus dem Sudetenland; dieser richtete hier eine heute nicht mehr bestehende Handschuherzeugung ein. Das Schloss befindet sich auch heute in Privatbesitz und ist nicht öffentlich zugänglich.

## Beschreibung
Das Schloss ist ein zweiflügeliger, dreigeschoßiger Bau mit einem viergeschoßigen Eckturm. Am Ende der Hauptfassade öffnet sich das korbbogige Einfahrtstor. Darüber ist das Wappen der Freiherren von Gartner-Machtenhofen angebracht. Das Erdgeschoß ist durch eine Putzquaderung abgesetzt. Die West- und Nordfassade wurden 1986/87 restauriert. Im Stiegenaufgang soll sich ein Bild von Stefan Fadinger befinden.